# Euphorbia hillebrandii
Euphorbia hillebrandii är en törelväxtart som beskrevs av Augustin Abel Hector Léveillé. Euphorbia hillebrandii ingår i släktet törlar, och familjen törelväxter.
Artens utbredningsområde är Hawaii. Inga underarter finns listade i Catalogue of Life.